# 布拉茨拉夫
48°48′53″N 28°56′41″E / 48.81472°N 28.94472°E

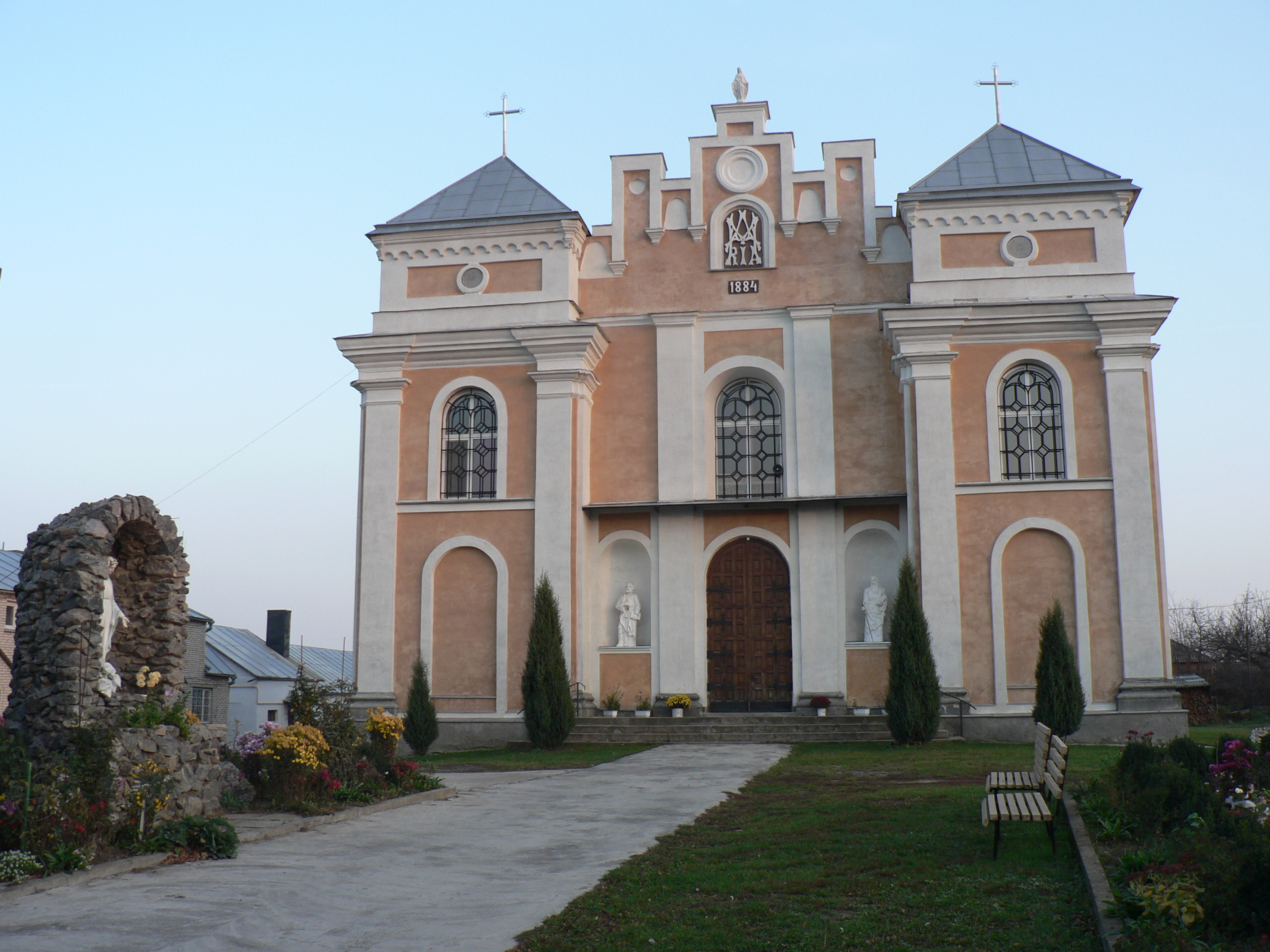
教堂

布拉茨拉夫，是烏克蘭西南部文尼察州圖利欽區布拉茨拉夫市镇内的市級鎮及其行政中心。始建於1362年，面積19.2平方公里，海拔高度201米，2011年人口5,643，人口密度每平方公里293.91人。